# The Broadway Sport
The Broadway Sport er en amerikansk stumfilm fra 1917 af Carl Harbaugh.

## Medvirkende
- Stuart Holmes som Hezekiah Dill.
- Wanda Hawley som Sadie Sweet.
- Dan Mason som Hector Sweet.
- Mabel Rutter som Violet Gaffney.
- William B. Green som John D. Boulder.